# Brigada dos Mártires de 17 de Fevereiro
A Brigada dos Mártires de 17 de Fevereiro é uma milícia islâmica ativa na Líbia, sendo considerada a maior e melhor milícia armada no leste da Líbia. A brigada é financiada pelo Ministério da Defesa da Líbia, mas opõe-se fortemente a campanha anti-milícias do general Khalifa Haftar. É composta por, pelo menos, 12 batalhões e possui uma grande coleção de armas leves e pesadas, além de instalações para treinamento. A sua composição é estimada entre 1.500 e 3.500 soldados. O grupo realizou diversas tarefas de segurança e de ordem pública no leste da Líbia e Cufra, no sul.
Esta brigada foi chamada para dar assistência aos militares americanos que protegiam prédios usados pelo governo dos EUA que ficam em Bengasi na Libia durante o Ataque terrorista em Bengasi em 2012. Os soldados desta milicia ajudaram a proteger o embaixador dos EUA e outros americanos que foram atacados por terroristas. Esse ataque foi retratado no filme 13 Horas. 